# Principessa Giovanna (nave ospedale)
La Principessa Giovanna (poi San Giorgio) è stata una nave ospedale della Regia Marina ed un piroscafo passeggeri italiano.

## Storia

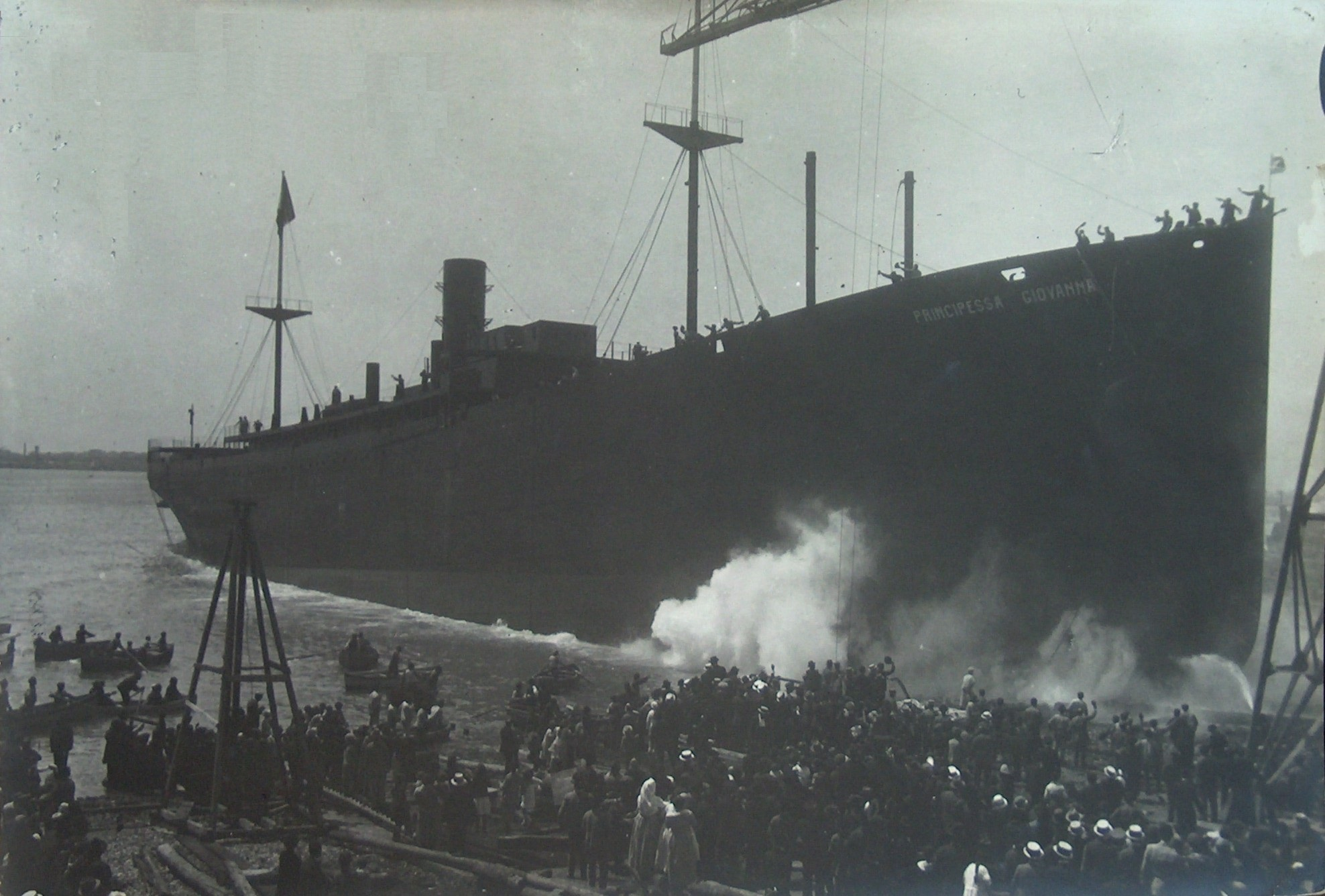
Il varo della Principessa Giovanna nei cantieri Tosi di Taranto.

Costruita tra il 1922 ed il 1923 nei cantieri Tosi di Taranto insieme alla gemella Principessa Maria, la nave era originariamente un piroscafo misto veloce da 8585 (per altre fonti 8556) tonnellate di stazza lorda, di proprietà del Lloyd Sabaudo, con sede a Genova. Le due turbonavi erano state concepite come navi miste per le linee migratorie verso l'Australia, con alloggi per 400 emigranti e cinque stive in cui potevano trovare posto 5098 tonnellate di merci. L'apparato motore, costituito da due gruppi turboriduttori a doppia demoltiplicazione della potenza di 6000 CV prodotte dalla ditta Franco Tosi, era molto moderno per l'epoca: oltre a consentire una velocità prossima ai 15 nodi, esso permetteva infatti di raggiungere l'Australia (Sydney) con partenza dall'Italia (Genova), passando per il canale di Suez ed attraversando l'emisfero australe, facendo rifornimento una sola volta, ad Aden. Dall'agosto 1923 la Principessa Giovanna svolse servizio sulla rotta Genova-Suez-Fremantle-Melbourne-Sydney.

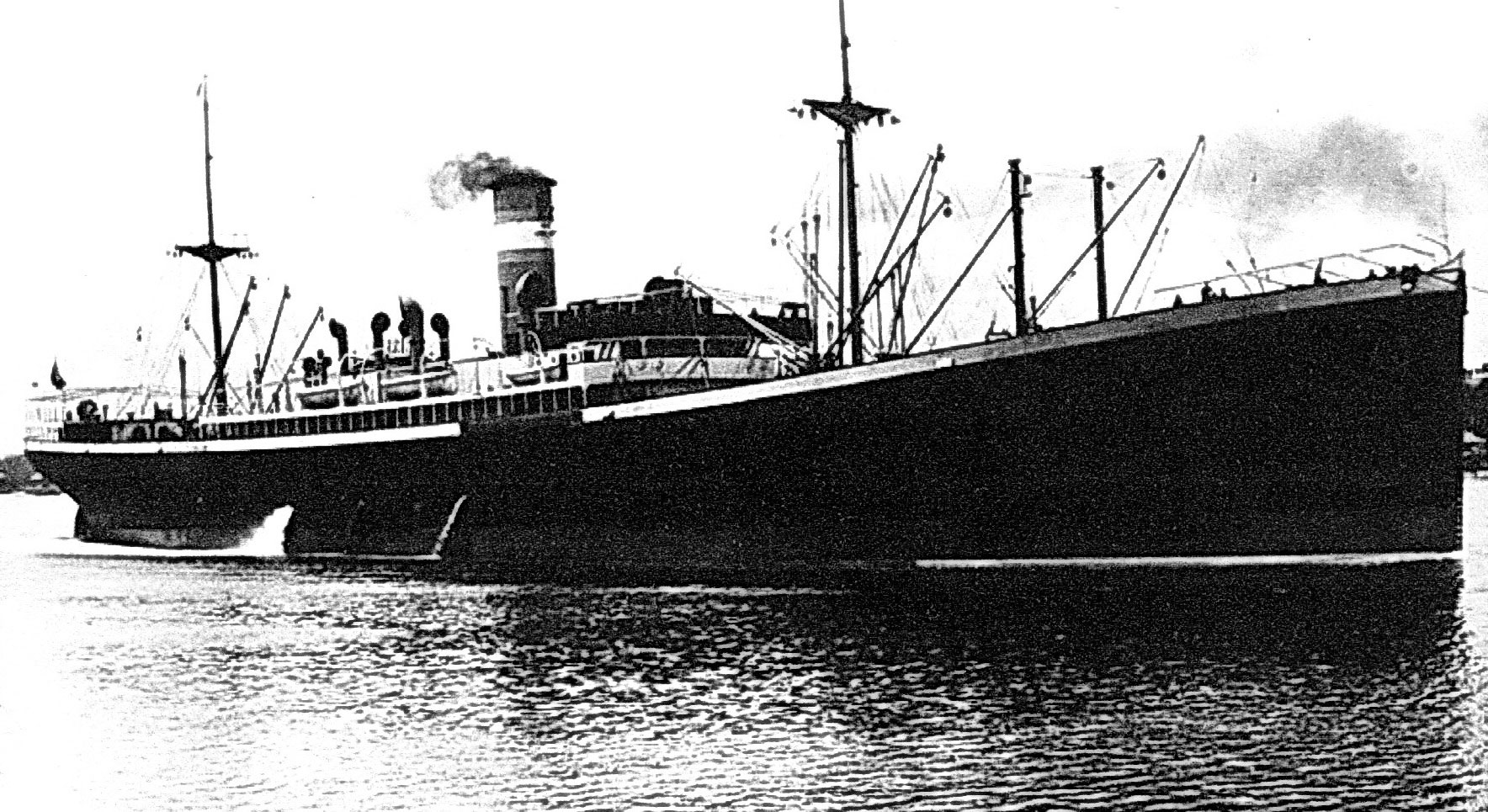
Il Principessa Giovanna nei primi anni di servizio.

Nel 1925-1926 il Lloyd Sabaudo decise di trasferire i due piroscafi sulle rotte dell'America meridionale (Genova-Napoli-Montevideo-Buenos Aires), sottoponendoli ad opportune modifiche. Le sovrastrutture vennero infatti ampliate, aumentando la capienza a 640-700 passeggeri (tutti in terza classe), fu aggiunto un secondo fumaiolo e le due unità – la cui velocità si era leggermente ridotta, calando a 13 nodi – vennero riverniciate con lo scafo bianco. Dopo tali modifiche le due navi vennero destinate alle linee sudamericane, trasportando emigranti all'andata e carne refrigerata durante il ritorno dall'Argentina.

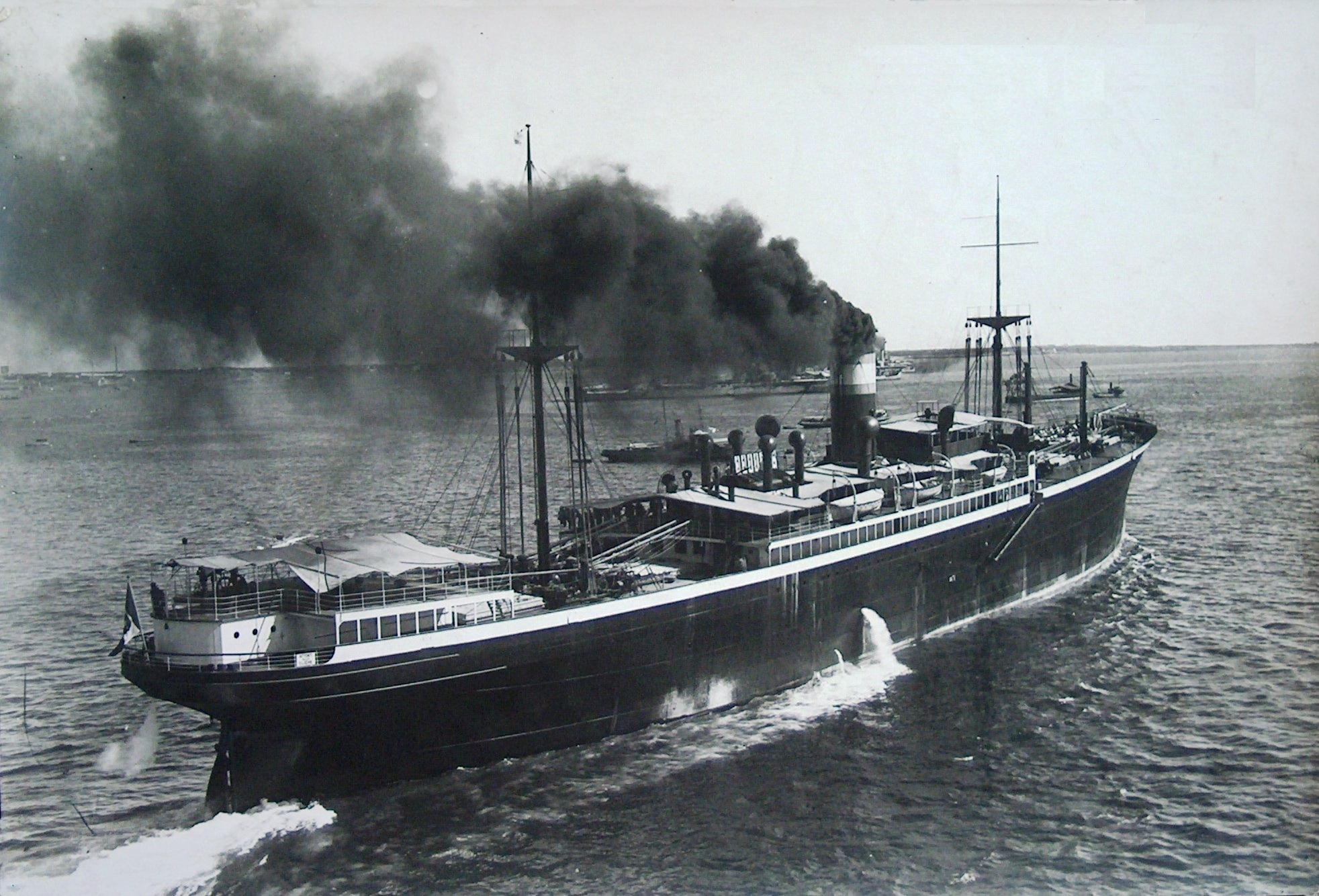
Un'altra immagine della nave nella configurazione originaria.

Il 2 gennaio 1932, in seguito alla fusione del Lloyd Sabaudo e di altre due delle principali compagnie di navigazione italiane – la Navigazione Generale Italiana e la Cosulich Società Triestina di Navigazione – nell'Italia Flotte Riunite, i due piroscafi passarono alla nuova compagnia, che nel 1936 mutò nome in Italia Società anonima di Navigazione (che risulta infatti proprietaria della nave dal 17 dicembre 1936). Tale compagnia utilizzò le due navi sulla linea celere postale per il Sudamerica (Genova-Napoli-Las Palmas-Brasile-Rio della Plata).
Nel 1935-1936, durante la guerra d'Etiopia, la Principessa Giovanna, al pari della Principessa Maria (requisita il 29 maggio 1935), venne requisita ed impiegata per il trasporto di truppe e coloni nella futura Africa Orientale Italiana, effettuando 17 viaggi tra il febbraio e l'ottobre 1935. Successivamente il piroscafo, dopo essere stato impiegato con compiti di trasporto di truppe e materiali del Corpo Truppe Volontarie anche durante la guerra civile spagnola, riprese il servizio di trasporto passeggeri sulle rotte sudamericane.

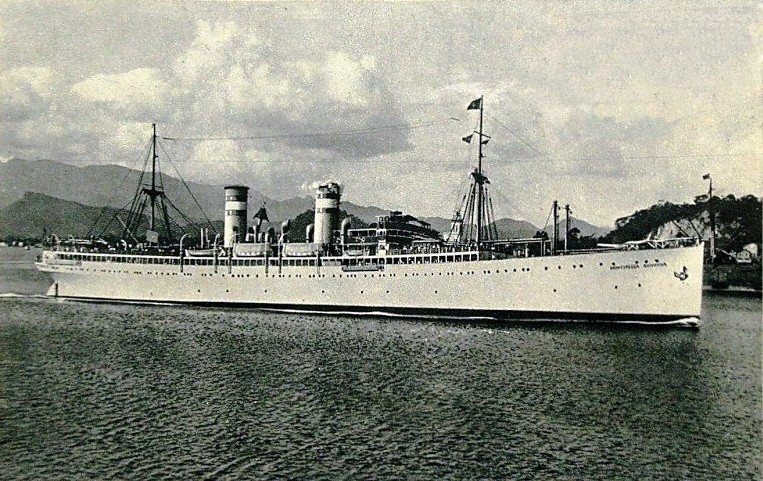
Il Principessa Giovanna dopo i lavori di trasformazione del 1925-1926.

Requisito il 3 novembre 1940, il Principessa Giovanna venne impiegato come trasporto truppe durante i primi due anni della seconda guerra mondiale, sulle rotte per l'Africa settentrionale. Si valutò la possibilità di convertirlo in nave ospedale, disponendo anche la preparazione del materiale e del personale necessari alla trasformazione, ma nel 1942 il piroscafo venne messo in disarmo per via dello scarso funzionamento dell'apparato propulsivo. Nel dicembre 1942, tuttavia, dopo l'affondamento della nave ospedale Città di Trapani (verificatosi il 1º dicembre), venne immediatamente ordinato l'allestimento del Principessa Giovanna, in sostituzione dell'unità perduta. 

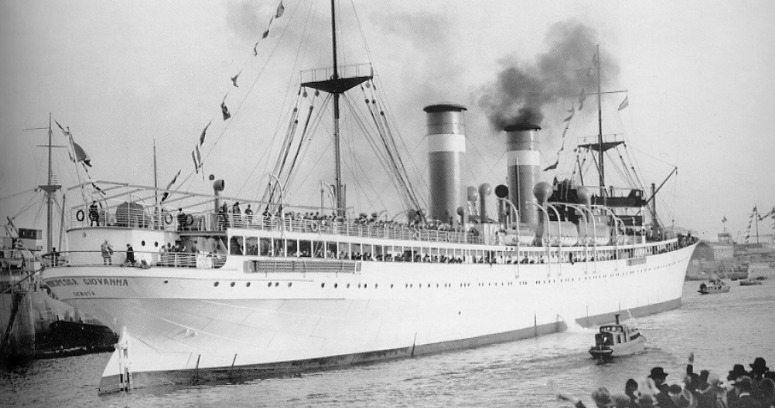
Un'altra foto della Principessa Giovanna dopo le modifiche, ancora con i colori del Lloyd Sabaudo.

Iscritta nel ruolo del Naviglio ausiliario dello Stato, la Principessa Giovanna, ultima nave ospedale italiana ad entrare in servizio, divenne operativa nel febbraio 1943, mentre l'uso delle navi ospedale con caldaie a carbone iniziava a prevalere su quelle alimentate a nafta, causa la progressiva riduzione di quest'ultimo carburante. Ridipinta secondo le norme stabilite dalla Convenzione di Ginevra per le navi ospedale (scafo e sovrastrutture bianche, fascia verde interrotta da croci rosse sullo scafo e croci rosse sui fumaioli), la nave, dotata di adeguate attrezzature sanitarie ed imbarcato personale medico, aveva una capienza di 500 posti letto.

Nel pomeriggio del 4 maggio 1943 la Principessa Giovanna, proveniente da Tunisi (o da Biserta), ove aveva caricato 830 tra feriti e malati (per altre fonti la nave stava non tornando, ma andando in Tunisia, dove fece scalo dopo il recupero dei naufraghi), trasse in salvo 71 naufraghi della torpediniera Perseo (67) e del piroscafo Campobasso (quattro) affondati diciotto ore prima (nella notte tra il 3 ed il 4 maggio) in un duro combattimento con i cacciatorpediniere britannici HMS Nubian, HMS Paladin e HMS Petard, che avevano poi segnalato via radio alla Principessa Giovanna la posizione dei naufraghi: giunta sul posto, la nave avvistò e salvò dapprima i pochi superstiti del Campobasso (altri 16 sopravvissuti di quella nave raggiunsero la costa a bordo di una scialuppa), per poi individuare e recuperare gli uomini della Perseo. 

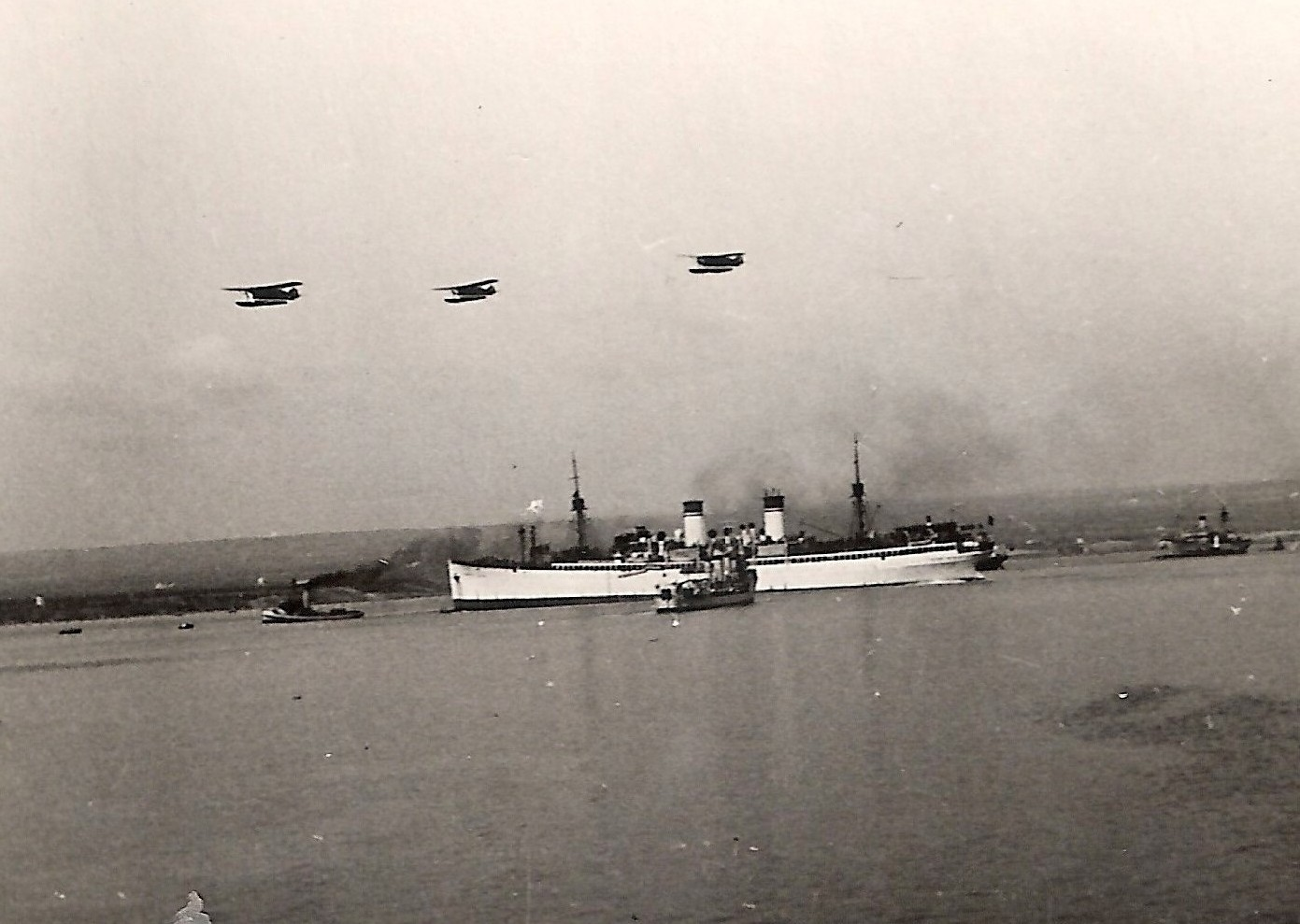
La nave in partenza per l'Etiopia nel 1935-1936, sorvolata da idrovolanti in saluto.

Dopo essere stata fermata ed ispezionata dagli stessi cacciatorpediniere, che la lasciarono andare in quanto non trovarono nulla d'irregolare, la nave ospedale proseguì la navigazione e raggiunse Tunisi. Durante la navigazione di ritorno, però, alle 14.40 del 6 maggio (o dello stesso 4 maggio) 1943, a quattro miglia dalla costa tunisina e nei pressi dell'isola di Zembra, la nave, nonostante si fosse in pieno giorno e l'unità fosse quindi riconoscibile, venne attaccata da cacciabombardieri inglesi, con lancio di bombe e mitragliamento: il comandante della nave, Cesare Gotelli, comunicò «Nave Ospedale Principessa Giovanna con 800 feriti a bordo uscita golfo Tunisi prossimità isola Zembra attaccata da aerei nemici bombardata e mitragliata ripetutamente. Danni e feriti a bordo. Proseguiamo navigazione propri mezzi». 

La Principessa Giovanna dopo la trasformazione in nave ospedale.

Alle 18 altri cacciabombardieri britannici mitragliarono e bombardarono la nave: le bombe, perforati vari ponti, esplosero all'interno della nave, provocando gravi danni (tra cui la messa fuori uso dei generatori elettrici e la distruzione del gabinetto batteriologico e della farmacia), un violento incendio ed un pesante bilancio in termini di vite umane: nell'attacco rimasero infatti uccisi 54 tra ricoverati e membri dell'equipaggio (incluso il comandante e diversi ufficiali) e del personale medico, mentre altri 52 furono feriti. Essendo deceduti il comandante e quasi tutti gli ufficiali, ad assumere il comando fu l'ufficiale più alto in grado tra i superstiti della Perseo (i cui naufraghi collaborarono attivamente all'estinzione degli incendi ed al contenimento dei danni), il sottotenente di vascello Romualdo Balzano: benché duramente colpita e fortemente sbandata sulla sinistra, la Principessa Giovanna, dopo due giorni e mezzo, poté infine raggiungere Trapani. Successivamente la nave giunse a Napoli e da lì, dopo alcune riparazioni provvisorie, si trasferì a Trieste per lavori più approfonditi in bacino di carenaggio.
Come conseguenza dell'attacco la Principessa Giovanna rimase fuori uso per quattro mesi, per le riparazioni dei pesanti danni subiti.

Alla proclamazione dell'armistizio (8 settembre 1943) la nave ospedale era appena giunta nelle acque antistanti Ancona, dopo essere partita da Spalato. Dopo aver sostato temporaneamente nel porto dorico, la Principessa Giovanna ne ripartì la sera dell'11 settembre 1943 alla volta di Taranto, dove arrivò il 14 settembre.

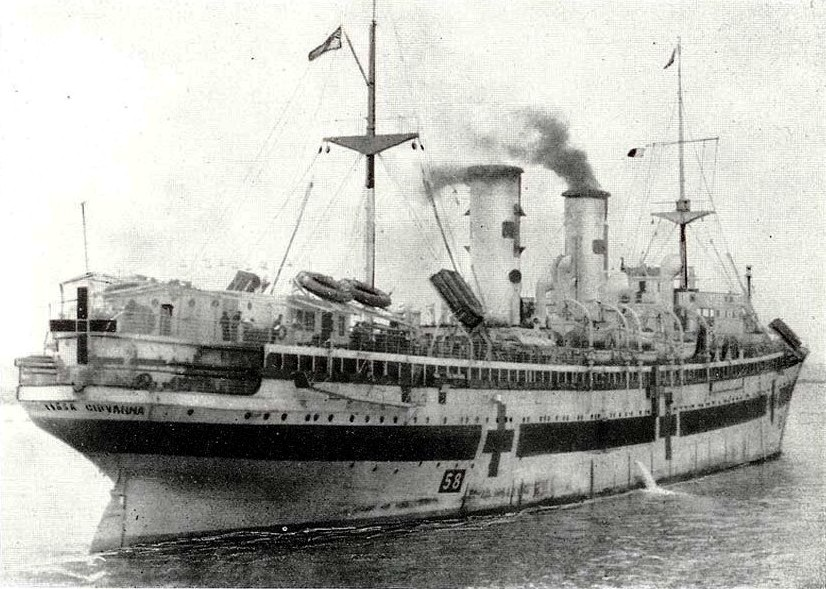
La Principessa Giovanna durante la cobelligeranza.

Nell'autunno 1943 le autorità britanniche richiesero alla Regia Marina la Principessa Giovanna e l'unica altra nave ospedale rimasta in efficienza, la Toscana, per utilizzo a favore delle proprie truppe, ma la Regia Marina rispose che a tale scopo le due unità avrebbero anche potuto continuare ad essere impiegate con bandiera ed equipaggio italiano, pur operando in base alle esigenze britanniche. Così avvenne e pertanto, tra il settembre ed il dicembre 1943, Principessa Giovanna e Toscana effettuarono in tutto sei missioni di trasporto di feriti e malati sia britannici (per i due terzi) che italiani (per il rimanente terzo), facendo frequentemente tappa a Malta: durante tale periodo la Principessa Giovanna venne anche infruttuosamente attaccata da aerei della Luftwaffe.

Nel gennaio 1944 gli inglesi, intenzionati ad appropriarsi almeno temporaneamente delle proprie navi italiane, decisero d'iscrivere la Principessa Giovanna (Hospital Ship N. 58) e la Toscana (Hospital Ship N. 59) nelle liste delle proprie navi ospedale, dichiarando che la decisione fosse stata presa per proteggere le due unità, in quanto la Germania riconosceva solo la Repubblica Sociale Italiana, e non il governo del Regno del Sud. 

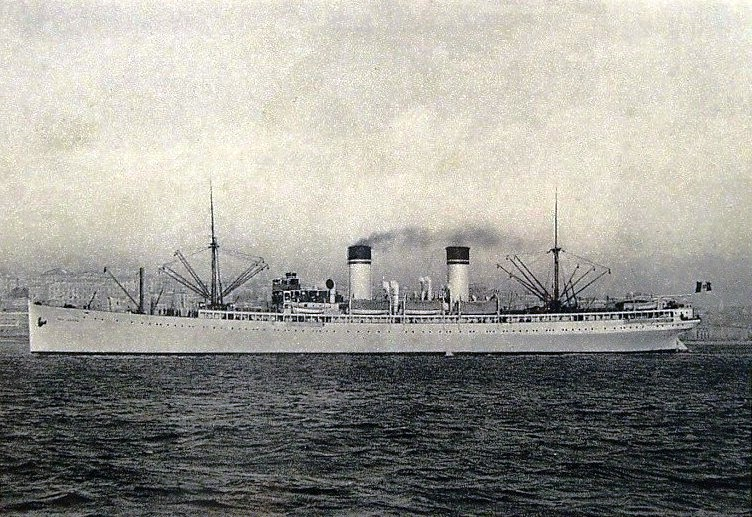
Il San Giorgio nel secondo dopoguerra.

Il 5 febbraio 1944, a Taranto, la nave issò bandiera inglese ed imbarcò una sessantina di sanitari britannici. Impiegata per qualche tempo come nave ospedale sotto bandiera inglese in condizioni d'usura sempre peggiori, la Principessa Giovanna nel corso dello stesso 1944 venne derequisita dalla Regia Marina, iscritta nel naviglio mercantile britannico con porto di registrazione Southampton, affidata alla British India Steam Navigation Company, ed impiegata come nave da carico e trasporto truppe fino alla fine del 1946.
Nel corso della seconda guerra mondiale la Principessa Giovanna aveva svolto complessivamente 13 missioni come nave ospedale (undici di trasporto e due di soccorso) sotto bandiera italiana, con il trasporto di 1334 tra feriti e naufraghi e 3306 malati.
Restituito alla Società Italia alla fine del 1946, il piroscafo venne inizialmente impiegato, dal 30 dicembre e per poco tempo, sulla rotta da Genova a Southampton. Il 20 gennaio 1947, essendo ormai caduta la monarchia, venne ribattezzato San Giorgio e tornò sulle rotte del Sudamerica. Trasferita al Lloyd Triestino nel 1952, la nave venne utilizzata brevemente sulle rotte migratorie per l'Australia con partenza da Genova, ma venne disarmata a Trieste nel corso dello stesso anno e demolita nel 1953 a Savona.